# Palosaaret (ö i Södra Savolax, S:t Michel, lat 61,58, long 28,29)
Palosaaret är en ö i Finland. Den ligger i sjön Pihlajavesi och i kommunen Puumala i den ekonomiska regionen  S:t Michel och landskapet Södra Savolax, i den södra delen av landet, 240 km nordost om huvudstaden Helsingfors. Öns area är 3,6 hektar och dess största längd är 390 meter i nord-sydlig riktning.  Notera att namnet antyder att det är fråga om flera öar.